# Palacio Municipal de Guayaquil
El Palacio Municipal de Guayaquil, también conocido como Cabildo porteño o simplemente como Municipio, es la sede de la Muy Ilustre Municipalidad de la ciudad, es decir, del Concejo Municipal y de la Alcaldía. Es un edificio público donde se concentra la unidad de administración política, y económica de la ciudad. Este edificio fue construido en 1921 por el arquitecto Francesco Maccaferri, en el mismo lugar en donde se encontraba ubicado la antigua Casa Consistorial que funcionaba como cabildo colonial y fue luego demolido en 1908.

## Historia
El gobierno local de Guayaquil tuvo varias sedes a lo largo de su existencia y transformaciones políticas. El Cabildo colonial estuvo asentado en algún lugar de La Planchada en la denominada Ciudad Vieja, luego de la fundación de la ciudad y asentamiento definitivo. Luego, en 1693, se inicia el proceso de traslado de la población a un nuevo emplazamiento denominado Ciudad Nueva, al sector de La Sabaneta; sin embargo, tras la negativa de varios vecinos de dejar sus viviendas, y como incentivo para acelerar el proceso de mudanzas, el gobierno colonial dispuso el traslado definitivo del cabildo y del Santísimo Sacramento por parte de la cúpula religiosa. Las Casas del Cabildo estaban al frente de la Plaza de Armas en su lado sur.
Con el crecimiento de la ciudad, se construyó la nueva sede del gobierno local guayaquileño en la antigua ubicación del Mercado de Abastos, entre la Calle Real (actual calle Pichincha) y el río. El edificio se denominó «Casa Consistorial», y fue inaugurado en el año de 1817. En esta nueva sede se firmó el Acta de Independencia de la ciudad en 1820 y funcionó como sede el nuevo gobierno independentista de la Provincia Libre de Guayaquil, además de ser el lugar donde se redactó el Reglamento Provisorio de Gobierno. Finalmente, luego de casi un siglo de funcionamiento, la estructura de madera envejeció y padeció la invasión de roedores y demás pestes, por lo que las autoridades ordenaron que sea incendiado, lo que finalmente ocurrió en 1908.
Con la desaparición de la Casa Consistorial, el gobierno local tuvo varias sedes efímeras hasta que, en 1921, el Cabildo dispuso la creación de una nueva sede definitiva, para lo cual convocó a una licitación que fue ganada por la Compañía Italiana de Construcciones. El diseño del nuevo edificio municipal fue realizada por el arquitecto Francesco Maccaferri, y su construcción estuvo dirigida por el ingeniero Juan Lignarolo, con participaron los arquitectos Paolo Russo y Juan Orús, con estricto apego a los planos de Maccaferri.
La colocación de la primera piedra se realizó el 31 de julio de 1924. La construcción duró cuatro años hasta concluirse en 1928; y, finalmente, el 27 de febrero de 1929, con motivo de la celebración anual de la Batalla del Portete de Tarqui y su consecuente firma del Tratado de Guayaquil, se inauguró la nueva sede gubernamental guayaquileña denominada «Palacio Municipal», en una ceremonia solemne presidida por el presidente de la República Isidro Ayora.

## Arquitectura

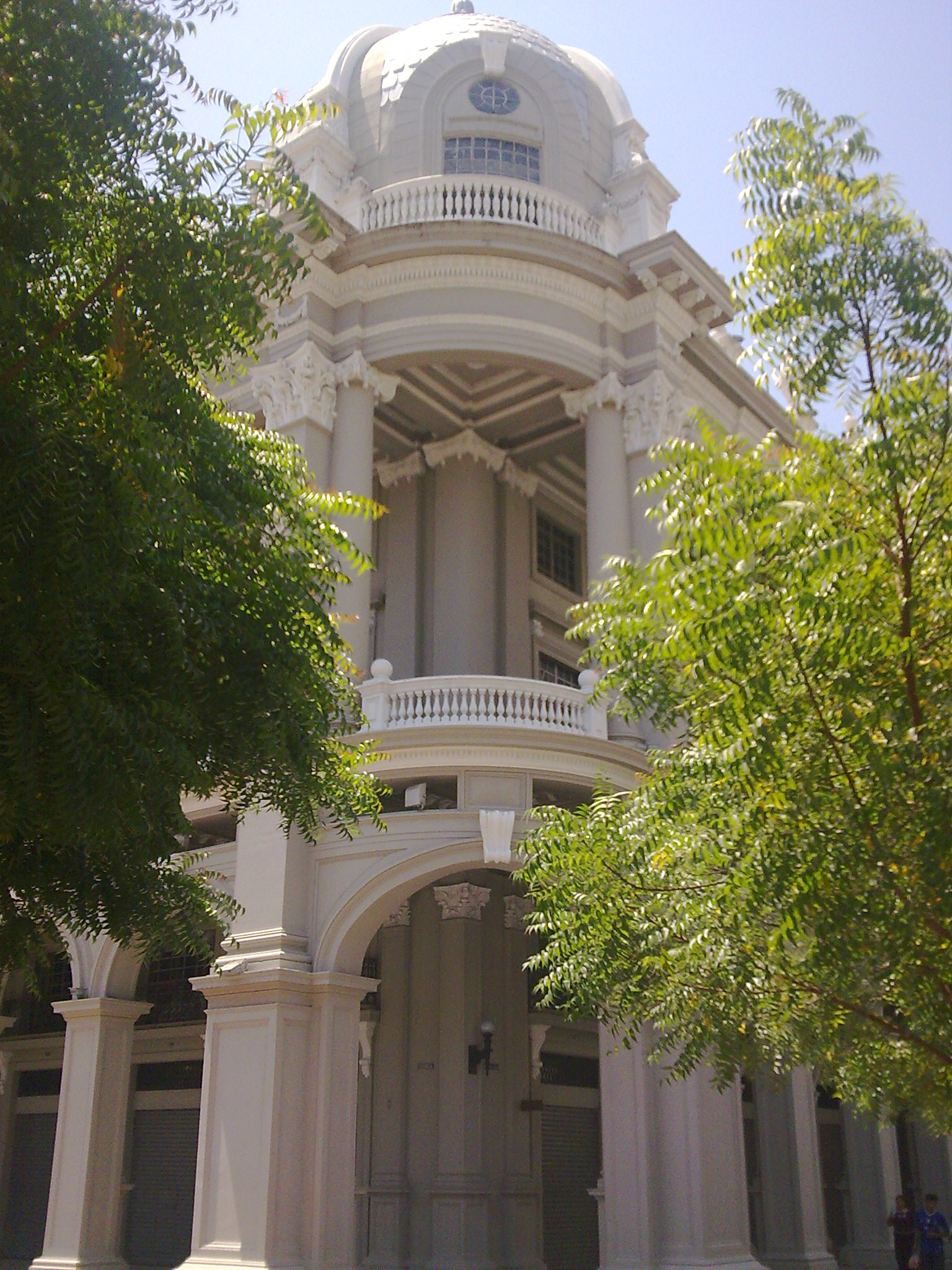
Esquina del Palacio Municipal.

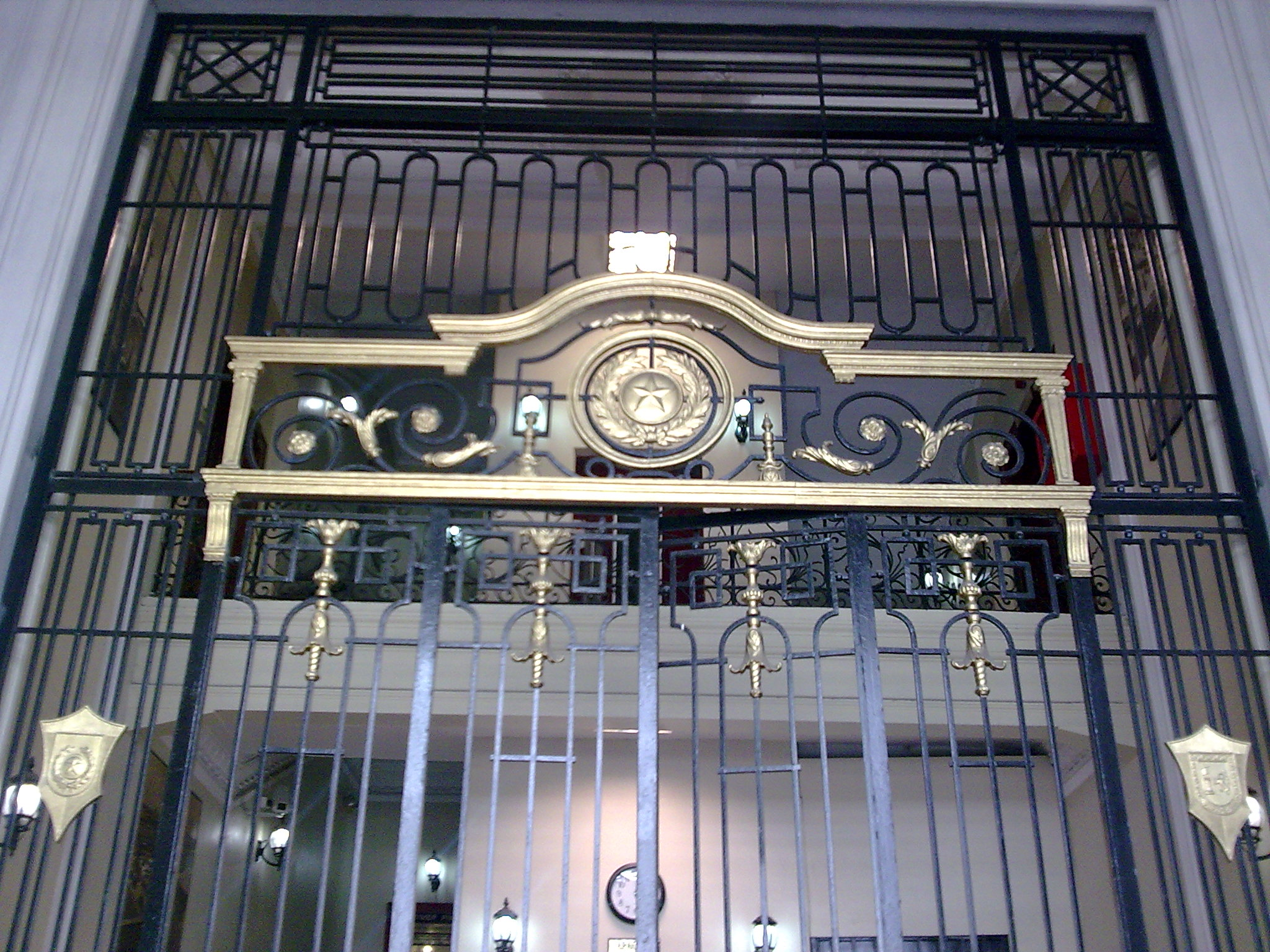
Portón Sur del Palacio Municipal de Guayaquil.

El diseño de Francisco Macaferri tiene un estilo arquitectónico que mezcla el neoclásico y el barroco.

## Ubicación

Ubicación del Palacio Municipal en el centro urbano de Guayaquil

El Palacio Municipal se encuentra ubicado en el centro urbano de la ciudad de Guayaquil, en la parroquia Rocafuerte. Está situado en la intersección de la avenida Malecón Simón Bolívar y la calle Diez de Agosto. El edificio ocupa toda la cuadra, por lo cual también existe ingreso a las instalaciones por las calles Pichincha y Clemente Ballén. Actualmente el tramo de la calle Clemente Ballén desde la calle Pedro Carbo hasta Malecón; y, el tramo de la calle Pichincha desde la calle Aguirre hasta la calle Diez de Agosto están cerrados al paso vehicular, creando una pequeña plaza y paseo denominado Plaza de la Administración, denominada así debido a que justo al frente del Palacio Municipal —al otro lado de la plaza— se encuentra el Palacio de la Gobernación, en donde funcionaba la Gobernación del Guayas, uno de los edificios patrimoniales de mayor importancia histórica y cultural de la ciudad. Actualmente ese edificio es la sede de la Universidad de las Artes. En la Plaza de la Administración se encuentran los monumentos a Antonio José de Sucre y a la Fragua de Vulcano.
Cruzando la avenida Malecón Simón Bolívar, se encuentra el Malecón 2000 donde se puede apreciar a la Torre Morisca.